# Tokaçlı

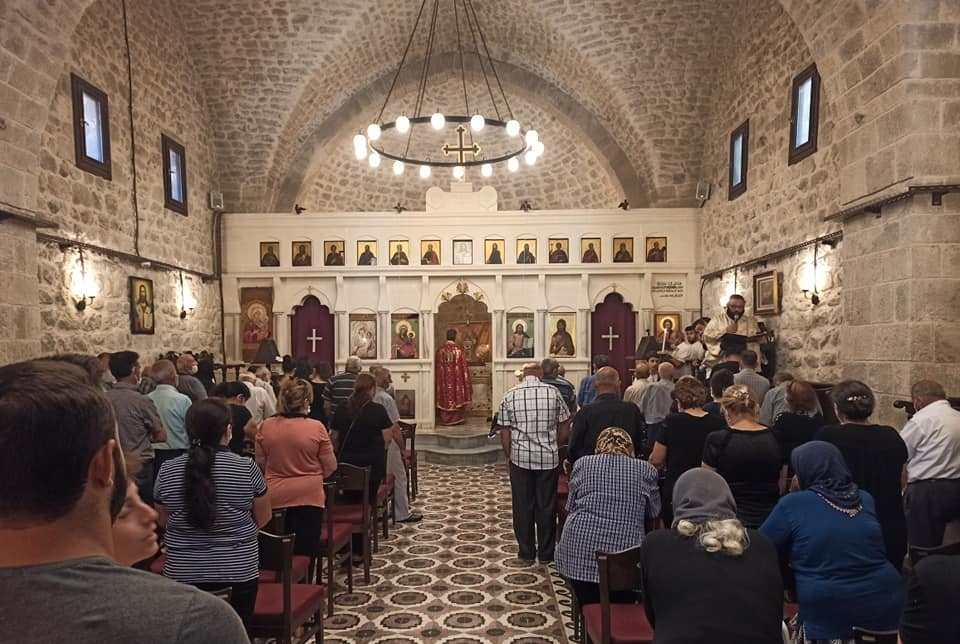
Die griechisch-orthodoxe Kirche der Mutter Maria in Tokaçlı (2022)

Tokaçlı (arabisch Yunta oder Cneydo) ist ein Dorf im Landkreis Altınözü der türkischen Provinz Hatay. Tokaçlı liegt etwa 26 km südöstlich der Provinzhauptstadt Antakya und 2 km südöstlich von Altınözü. Tokaçlı hatte laut der letzten Volkszählung 549 Einwohner (Stand Ende Dezember 2009). Die Bevölkerung besteht hauptsächlich aus griechisch-orthodoxen Arabern. Tokaçlı ist das einzige christlich-arabische Dorf in der Türkei. Die griechisch-orthodoxe Kirche der Mutter Maria (türk. Meryem Ana Rum Ortodoks Kilisesi) gilt als die einzige Gebetsstätte der Bewohner. Durch das schwere Erdbeben vom 6. Februar 2023 wurde Tokaçlı schwer beschädigt. Die griechisch-orthodoxe Kirche der Mutter Maria wurde dabei vollständig zerstört.